# ديفيد ماكنزي (لاعب غولف)
ديفيد ماكنزي (بالإنجليزية: David McKenzie)‏ هو لاعب غولف أسترالي، ولد في 26 يوليو 1967 في ملبورن في أستراليا.

## وصلات خارجية
- ديفيد ماكنزي على موقع رابطة لاعبي الغولف المحترفين (الإنجليزية)
- ديفيد ماكنزي على موقع رابطة اليابان للاعبي الغولف المحترفين (الإنجليزية)
- ديفيد ماكنزي على موقع التصنيف العالمي الرسمي للغولف (الإنجليزية)